# Pariolius armillatus
Pariolius armillatus — єдиний вид роду Pariolius родини Гептаптерові ряду сомоподібних. Наукова назва походить від грецьких слів pareia, тобто «щелепа», та leios — «гладенький».

## Опис
Загальна довжина сягає 3,2 см. Голова широка, сплощена зверху. Очі середнього розміру. Є 3 пари вусів, з яких зазвичай найдовшими є вуси, що тягнуться з кутів рота та верхньої щелепи. Більшість плавців гіллясті. Спинний плавець доволі високий, з короткою основою. Грудні та черевні плавці широкі. Жировий плавець низький, помірно довгий. Анальний плавець широкий, витягнутий. Хвостовий плавець розрізаний.
Забарвлення коричневе, між головою і тулуб проходить тонка світла смужка. Плавці світліші за загальний фон.

## Спосіб життя
Є демерсальною рибою. Віддає перевагу прісним водоймам. Зустрічається в дрібних струмках зі швидкою течією і кам'янисто-піщаним дном. Також трапляється у повільних водах без рослинності. Живиться дрібними комахами та личинками волохокрильців.

## Розповсюдження
Мешкає у верхній частині басейну річки Амазонка (в межах Перу та Бразилії).